# Serhij Rieznik
Serhij Ołeksandrowycz Rieznik (ukr. Сергій Олександрович Рєзнік, ur. 1974 w Nowomoskowsku) – ukraiński polityk i przedsiębiorca, mer Nowomoskowska od 2020 roku.

## Życiorys
Serhij Rieznik urodził się w 1974 roku w Nowomoskowsku. W 1996 roku ukończył Prawoznawstwo na Dnieprzańskim Uniwersytecie Państwowym. W 2003 roku na tej samej uczelni ukończył Ekonomię biznesu.
W latach 1994–1998 był dyrektorem wykonawczym, referentem, zastępcą dyrektora wykonawczego i prawnikiem w spółce „Balans-Audyt”. W latach 1998–2010 był dyrektorem przedsiębiorstwa „Balans” należącego później do jego ojca. W latach 1998–2016 kierował Centrum Poligraficznym „Femida”, którego właścicielką została następnie jego siostra. W latach 2004–2011 był współwłaścicielem przedsiębiorstwa „Nowomoskowska drukarnia”, którą przekazał później swojemu bratu. W latach Rieznik 2006–2010 był współwłaścicielem spółki telewizyjno-radiowej „Nowomoskowska chwylja”, która w 2010 roku zbankrutowała. Ponadto był dyrektorem kilku innych spółek.
W 2003 roku wraz z żoną i siostrą założył organizację pozarządową „Nowomoskowska Agencja Rozwoju Gospodarczego”, którą kierował do 2014 roku. W 2007 roku był współzałożycielem organizacji pozarządowej „Zielone Miejsce”. Był także wiceprezesem Federacji Lekkoatletycznej Obwodu Dniepropietrowskiego oraz jednym z założycieli Nowomoskowskiej Federacji Piłki Nożnej.
W latach 2014–2015 pracował w Państwowej Agencji Gruntów w Dniepropietrowsku. W latach 2016–2018 był dyrektorem Wydziału Rozwoju Strategicznego i Inwestycji Urzędu Miasta Dniepru. Praca wydziału zostało oceniana za nieefektywną. Na wniosek mera Dniepra Borysa Fiłatowa prokuratura okręgowa wszczęła sprawę karną przeciwko wydziałowi i czterem prywatnym przedsiębiorstwom powiązanym z jego pracą.
W 2002 roku wybrany na radnego rady miejskiej Nowomoskowska i przewodniczącego komisji ds. rozwoju społeczno-gospodarczego, planowania i budżetu. Według lokalnych dziennikarzy wówczas Rieznik brał udział w sprzedaży nieruchomości miejskich po zaniżonych cenach. Radnym miejskim był do 2010 roku, gdy został wybrany do rady obwodu dniepropietrowskiego. Choć startował z list Silnej Ukrainy to wkrótce przeszedł do Partii Regionów, sprawującej władzę w kraju.
W 2015 roku bezskutecznie kandydował z Bloku Petra Poroszenki do rady obwodu dniepropietrowskiego i na mera Nowomoskowska. W wyborach na mera uzyskał 4803 głosy (20,2%) i zajmując trzecie miejsce przegrał z wieloletnim merem Wiktorem Litwiszczenką, ale został doradcą przewodniczącego rady obwodowej, Hliba Pryhunowa.
W 2020 roku uzyskał 5010 głosów (30,93%) i został wybrany na mera Nowomoskowska. Krytykę lokalnych mediów wywołał fakt zatrudnienia przez niego aż sześciu zastępców do zarządzania 70-tysięcznym Nowomoskowskiem. Taką samą liczbę zastępców ma mer milionowego Dniepra, mającego 29-krotnie większy budżet. Rieznika krytykowano również za przepisanie swojego majątku na członków rodziny.
W maju 2023 roku Rieznik rozpoczął konsultacje w mediach społecznościowych w sprawie zmiany nazwy miasta. Ma to związek z ustawą Rady Najwyższej Ukrainy „O nazwach geograficznych”, nakazującej pozbycia się nazw związanych z rosyjską przeszłością kolonialną. Na przedstawienie propozycji parlamentowi władze lokalne mają sześć miesięcy. Jak zaznaczył mer, ankieta jest jedynie monitorowaniem opinii publicznej. Przemianowanie miasta nastąpi po przegłosowaniu propozycji przez radę miasta, a następnie skierowaniu wyników głosowania do Rady Najwyższej Ukrainy. Wśród dziewięciu proponowanych nazw występują Nowa Samar, Samarczyk, Nowosełycia, Samar, Soborne, Siczesław, Nowosamarśk, Prysamarśk i Swiatotrojićk.
Żonaty, ma córkę.